# Равали (Монтана)
Равали (енгл. Ravalli) насељено је место без административног статуса у америчкој савезној држави Монтана.

## Демографија
По попису из 2010. године број становника је 76, што је 43 (-36,1%) становника мање него 2000. године.
| Група             | 2000.      | 2010.      |
| Белци             | 77 (64,7%) | 48 (63,2%) |
| Афроамериканци    | 0 (0,0%)   | 0 (0,0%)   |
| Азијати           | 0 (0,0%)   | 0 (0,0%)   |
| Хиспаноамериканци | 8 (6,7%)   | 5 (6,6%)   |
| Укупно            | 119        | 76         |